# Mathias Knoppe
Mathias Knoppe (* 16. November 1966 in Brandenburg an der Havel) ist ein deutscher Fotograf.

## Leben und Werk
Knoppe wurde von 1983 bis 1985 an der Fotoschule der DDR in Potsdam zum Fotografen ausgebildet. Während dieser Zeit entstanden etwa 10.000 Schwarz-Weiß-Aufnahmen in Brandenburg an der Havel und Umgebung sowie von den dort lebenden Jugendlichen.
Eine Auswahl dieser Aufnahmen erschien, zusammen mit Fotografien der Künstler Hans Hoffmann und Alexander Pollok, am 23. November 2013 in dem Bildband OST COLA, der weltweit, u. a. in die USA, nach Japan und Australien, verkauft wurde. Sowohl 2013 als auch 2014 fand je eine OST COLA-Ausstellung im Archäologischen Landesmuseum Brandenburg statt.
Knoppe fotografierte auf einer Reise mit dem chilenisch-deutschen Schauspieler Yuri Gárate nach Kuba im Januar 2001 als letzter deutscher Fotograf den kubanischen Fotografen Alberto Korda.
Knoppe lebt seit 1998 als freischaffender Fotograf in Hamburg. Er macht vor allem Portraitaufnahmen und hat u. a. Boris Becker, Angela Merkel, Keni Burke, Julia Valet, Buddy Buxbaum, Maxi Jazz, Natalia Avelon und Ralph Giordano fotografiert.